# Bundesvision Song Contest 2011
La settima edizione del Bundesvision Song Contest si è svolta il 29 settembre 2011 presso la Lanxess Arena di Colonia in Renania Settentrionale-Vestfalia, in seguita alla vittoria dei Unheilig nell'edizione precedente.
Il concorso si è articolato in un'unica finale, condotta da Stefan Raab, Johanna Klum, Lena Meyer-Landrut (come inviata nella green room) ed Elton responsabile del fan block in diretta tra il pubblico.
Il vincitore della manifestazione fu Tim Bendzko con la canzone Wenn Worte meine Sprache wären, in rappresentanza di Berlino, portando così al länder la sua terza ed ultima vittoria.
In questa edizione ci furono molti ritorni: i Juli per l'Assia (vincitori dell'edizione 2005), i Jennifer Rostock, che rappresentarono il Meclemburgo-Pomerania Anteriore nel 2008 e Anna Loos, che ha rappresentato la Bassa Sassonia, sia come solista sia come membro dei Silly.
Anche in questa edizione, 13 dei 16 Stati partecipanti si autoassegnarono i 12 punti, mentre Brandeburgo e Saarland che se ne assegnarono 10 e lo Schleswig-Holstein, che si assegnò solo 3 punti.

## Stati federali partecipanti
| Stato                                            | Artista                           | Brano                                                      | Lingua            |
| ------------------------------------------------ | --------------------------------- | ---------------------------------------------------------- | ----------------- |
| Amburgo                                          | Thees Uhlmann                     | Zum Laichen und Sterben ziehen die Lachse den Fluss hinauf | Tedesco           |
| Assia                                            | Juli                              | Du lügst so schön                                          | Tedesco           |
| Baden-Württemberg                                | Glasperlenspiel                   | Echt                                                       | Tedesco           |
| Bassa Sassonia                                   | Bosse & Anna Loos                 | Frankfurt/Oder                                             | Tedesco           |
| Baviera                                          | Andreas Bourani                   | Eisberg                                                    | Tedesco           |
| Berlino                                          | Tim Bendzko                       | Wenn Worte meine Sprache wären                             | Tedesco           |
| Brandeburgo                                      | Doreen                            | Wie konntest du nur?                                       | Tedesco           |
| Brema                                            | Flo Mega                          | Zurück                                                     | Tedesco           |
| Meclemburgo-Pomerania Anteriore                  | Jennifer Rostock                  | Ich kann nicht mehr                                        | Tedesco           |
| Renania-Palatinato                               | Jupiter Jones                     | ImmerfürImmer                                              | Tedesco           |
| Renania Settentrionale-Vestfalia (organizzatore) | Frida Gold                        | Unsere Liebe ist aus Gold                                  | Tedesco           |
| Saarland                                         | Pierre Ferdinand et les Charmeurs | Ganz Paris ist eine Disco                                  | Tedesco, francese |
| Sassonia                                         | Kraftklub                         | Ich will nicht nach Berlin                                 | Tedesco           |
| Sassonia-Anhalt                                  | Flimmerfrühstück                  | Tu's nicht ohne Liebe                                      | Tedesco           |
| Schleswig-Holstein                               | Muttersöhnchen                    | Essen geh'n                                                | Tedesco           |
| Turingia                                         | Alin Coen Band                    | Ich war hier                                               | Tedesco           |

## Risultati
| N° | Stato                            | Artista                           | Canzone                                                    | Punti | Posizione |
| -- | -------------------------------- | --------------------------------- | ---------------------------------------------------------- | ----- | --------- |
| 01 | Meclemburgo-Pomerania Anteriore  | Jennifer Rostock                  | Ich kann nicht mehr                                        | 66    | 8°        |
| 02 | Sassonia-Anhalt                  | Flimmerfrühstück                  | Tu's nicht ohne Liebe                                      | 12    | 13°       |
| 03 | Schleswig-Holstein               | Muttersöhnchen                    | Essen geh'n                                                | 8     | 16°       |
| 04 | Brandeburgo                      | Doreen                            | Wie konntest du nur?                                       | 12    | 13°       |
| 05 | Baden-Württemberg                | Glasperlenspiel                   | Echt                                                       | 91    | 4°        |
| 06 | Saarland                         | Pierre Ferdinand et les Charmeurs | Ganz Paris ist eine Disco                                  | 17    | 11°       |
| 07 | Baviera                          | Andreas Bourani                   | Eisberg                                                    | 26    | 10°       |
| 08 | Sassonia                         | Kraftklub                         | Ich will nicht nach Berlin                                 | 89    | 5°        |
| 09 | Turingia                         | Alin Coen Band                    | Ich war hier                                               | 13    | 12°       |
| 10 | Bassa Sassonia                   | Bosse & Anna Loos                 | Frankfurt/Oder                                             | 102   | 3°        |
| 11 | Assia                            | Juli                              | Du lügst so schön                                          | 12    | 13°       |
| 12 | Amburgo                          | Thees Uhlmann                     | Zum Laichen und Sterben ziehen die Lachse den Fluss hinauf | 66    | 8°        |
| 13 | Renania-Palatinato               | Jupiter Jones                     | ImmerfürImmer                                              | 86    | 6°        |
| 14 | Brema                            | Flo Mega                          | Zurück                                                     | 111   | 2°        |
| 15 | Berlino                          | Tim Bendzko                       | Wenn Worte meine Sprache wären                             | 141   | 1°        |
| 16 | Renania Settentrionale-Vestfalia | Frida Gold                        | Unsere Liebe ist aus Gold                                  | 76    | 7°        |

## Tabella dei voti
| Meclemburgo-Pomerania Anteriore  | 66  | 12 | 6  | 2  | 4  | 3  | 6  | 3  | 6  | 4  | 3  |    | 2  | 4  | 3  | 5  | 3  |
| Sassonia-Anhalt                  | 12  |    | 12 |    |    |    |    |    |    |    |    |    |    |    |    |    |    |
| Schleswig-Holstein               | 8   |    |    | 3  |    |    |    |    |    |    |    |    | 5  |    |    |    |    |
| Brandeburgo                      | 12  |    |    |    | 10 |    |    |    |    |    |    |    |    |    |    | 2  |    |
| Baden-Württemberg                | 91  | 4  | 4  | 6  | 7  | 12 | 4  | 7  | 5  | 3  | 6  | 6  |    | 10 | 7  | 3  | 7  |
| Saarland                         | 17  |    |    |    |    |    | 10 |    |    |    |    |    | 7  |    |    |    |    |
| Baviera                          | 26  | 1  |    |    |    | 4  |    | 12 |    |    | 2  | 1  |    | 3  | 1  | 1  | 1  |
| Sassonia                         | 89  | 3  | 3  | 4  | 6  | 6  | 2  | 6  | 12 | 10 | 4  | 5  | 4  | 5  | 4  | 10 | 5  |
| Turingia                         | 13  |    |    |    |    |    |    |    | 1  | 12 |    |    |    |    |    |    |    |
| Bassa Sassonia                   | 102 | 10 | 10 | 7  | 8  | 5  | 5  | 2  | 8  | 5  | 12 | 3  | 8  | 1  | 6  | 8  | 4  |
| Assia                            | 12  |    |    |    |    |    |    |    |    |    |    | 12 |    |    |    |    |    |
| Amburgo                          | 66  | 2  | 1  | 12 | 1  | 1  | 1  | 5  | 2  | 1  | 7  | 2  | 12 | 2  | 5  | 6  | 6  |
| Renania-Palatinato               | 86  | 8  | 7  | 1  | 5  | 2  | 12 | 1  | 10 | 8  | 1  | 4  | 3  | 12 | 10 |    | 2  |
| Brema                            | 111 | 5  | 2  | 8  | 2  | 8  | 7  | 8  | 3  | 6  | 10 | 8  | 10 | 7  | 12 | 7  | 8  |
| Berlino                          | 141 | 7  | 8  | 10 | 12 | 10 | 8  | 10 | 7  | 7  | 8  | 10 | 6  | 8  | 8  | 12 | 10 |
| Renania Settentrionale-Vestfalia | 76  | 6  | 5  | 5  | 3  | 7  | 3  | 4  | 4  | 2  | 5  | 7  | 1  | 6  | 2  | 4  | 12 |